# 陳洙 (嘉靖己丑進士)
陳洙（1501年—？），字道源，號五山，浙江紹興府上虞縣人，民籍，明朝政治人物。

## 生平
嘉靖元年（1522年）壬午科浙江鄉試第六十名舉人。嘉靖八年（1529年）中式己丑科會試第四十八名，登第三甲第二百二十三名進士。初授行人司行人，九年十一月选任南京福建道監察御史，十年十二月因与同僚一起弹劾陕西三边总制王瓊，被锦衣卫逮下诏狱，次年二月被逮至京。後復任原职，出為河南按察司佥事，升副使，调广西，分巡右江道，二十一年八月因征剿宾州马平柳城诸猺獞首贼韦公返、韦扶矿之乱不力，奪俸二月。二十五年官河南副使，历升浙江按察使，三十一年十月因乡试失火被夺俸一月。升江西左布政使，三十二年（1553年）十二月升都察院右副都御史、总理粮储巡抚应天，三十三年三月南京兵部右侍郎屠大山接任应天巡抚，陈洙暂令回籍候补，不久改任江西巡抚。三十四年六月升南京兵部右侍郎，九月因倭寇入犯南京被弹劾，勒令致仕。

## 家族
曾祖陳克荊；祖父陳模；父陳瓚，母潘氏。具庆下。兄濂、洛。弟泗、沂。